# The Rose Tattoo (pel·lícula)
The Rose Tattoo és una pel·lícula estatunidenca de Daniel Mann, estrenada el 1955, adaptat de l'obra homònima del dramaturg Tennessee Williams. És protagonitzada per Anna Magnani i Burt Lancaster.

## Argument[1]
A Louisiana, en un edifici per a immigrants italians, Serafina Delle Rose (Anna Magnani) viu en la més pura adoració del seu marit, Rosario, que acaba mort en un accident amb el seu camió, perseguit per la policia per les seves maquinacions de contrabandista. Serafina entra en el dol i es retira del món, tot intentant mantenir l'atenció sobre el comportament de la seva filla Rosa (Marisa Pavan), que es comença a emancipar després haver conegut Jake Hunter (Ben Cooper), un mariner, del qual s'enamora.
Serafina continua estant submergida en un dol que s'eternitza (el·lipse temporal de tres anys), refusant tota sortida o trobada. El seu dol és embrutat pel rumor d'una relació seriosa que hauria tingut el seu marit amb Estelle Hohengarten. Per casualitat, coneix l'atípic Alvaro Mangiacavallo (Burt Lancaster) que la farà sortir a poc a poc de la seva malaptesa.

## Comentaris
La Rosa tatuada  és una de les rares obres de Tennessee Williams que es podria gairebé qualificar de comèdia, per un ambient bastant lleuger. La pel·lícula conserva aquesta atmosfera amb una Anna Magnani graciosa i un Burt Lancaster bufó. També s'ha de destacar el costat poètic de certes rèpliques.
La pel·lícula ha sofert algunes alteracions degudes principalment a la censura: la sexualitat, omnipresent a l'obra, apareix de forma delicada; pel que fa a la crítica de la religió, a penes és tocada.
Tennessee Williams fa un cameo en l'escena del Dimarts Gras Club : quan Serafina i Alvaro entren al club, un tràveling lateral d'acompanyament deixa veure el dramaturg assegut al bar.

## Repartiment
- Anna Magnani: Serafina Delle Rose
- Burt Lancaster: Alvaro Mangiacavallo
- Marisa Pavan: Rosa Delle Rose
- Ben Cooper: Jack Hunter
- Virginia Grey: Estelle Hohengarten
- Jo Van Fleet: Bessie
- Sandro Giglio: pare De Leo
- Mimi Aguglia: Assunta
- Florence Sundstrom: Flora

## Premis i nominacions

### Premis
- 1956: Oscar a la millor actriu per Anna Magnani
- 1956: Oscar a la millor fotografia per James Wong Howe
- 1956: Oscar a la millor direcció artística per Hal Pereira, Tambi Larsen, Sam Comer, Arthur Krams
- 1956: Globus d'Or a la millor actriu dramàtica per Anna Magnani
- 1956: Globus d'Or a la millor actriu secundària per Marisa Pavan
- 1957: BAFTA a la millor actriu estrangera per Anna Magnani

### Nominacions
- 1956: Oscar a la millor pel·lícula
- 1956: Oscar a la millor actriu secundària per Marisa Pavan
- 1956: Oscar al millor vestuari per Edith Head
- 1956: Oscar al millor muntatge per Warren Low
- 1956: Oscar a la millor banda sonora per Alex North
- 1957: BAFTA a la millor actriu estrangera per Marisa Pavan